# Alive (álbum de Niche)
Alive es un álbum de estudio de la orquesta de salsa colombiana Niche, publicado el 8 de noviembre de 2005 por PPM Records en Latinoamérica y por Universal Music Latino en Estados Unidos. El álbum contiene 6 temas inéditos y 5 nuevas versiones de «El Coco», «Del Puente Pa'llá», «Hagamos Lo Que Diga El Corazón», «Una Aventura» y «Ese Día».

## Antecedentes
El 15 de noviembre de 2004, el Grupo Niche se presenta en el Concurso Nacional de Belleza de Colombia. A finales del mismo año, el vocalista Mauro Castillo se retira del grupo, poco después Niche se va de gira por Francia.
En marzo de 2005 hace su regreso como vocalista invitado Carlos Guerrero, quien vuelve para  una segunda y última carrera en la orquesta. En abril, durante las giras en México, Jairo Varela confirma que Niche no continuará con Sony Music. El 16 de julio se presentan en el Hansen Dam Park de Los Ángeles. En agosto,el vocalista Mauricio Cachana deja la agrupación e ingresa Freddy Urrutia, ex vocalista de Saboreo.

## Grabación y composición
A continuación, la historia de algunos temas:

### Hola Rola
Es una canción dedicada a Bogotá. Jairo Varela declara: "Lo hice por agradecimiento a Bogotá, porque viví 14 años allá, porque allá nació mi hija mayor, a su gente, tengo muchos amigos, y porque aparentemente a Bogotá no la quiere nadie, y entonces es un mensaje de que hay que querer a Bogotá y que los rolos deben sentirse orgullosos de que los llamen rolos".

### Damaris Cantó
Según la descripción de Varela: "Habla de esa ansiedad que tiene que manejar uno de la lejanía, cuando uno llama y cree siempre que la mujer tiene que estar allí para contestarle. Y si no está en tremendo lío".

### Rupelto Mena
Varela describe que: "Rupelto Mena es un personaje de la imaginación. Es un negro con plata, que se gana la lotería y utiliza el español de los campesinos chocoanos. Todos somos uno cuando tenemos y otros cuando no tenemos, pero el negro es otra cosa, un negro es cosa fregada cuando tiene dinero y cuando no lo tiene. ".

## Lista de canciones
Todas las letras escritas por Jairo Varela.
| Alive (Edición estándar) |                                                               |                            |                |          |  |
| N.º                      | Título                                                        | Música                     | Intérprete(s)  | Duración |  |
| 1.                       | «Hola Rola»                                                   | Jairo Varela, Óscar Lozano | Freddy Urrutia | 5:41     |  |
| 2.                       | «Damaris Cantó» («A Mi Medida»)                               | Jairo Varela, Luis Columna | Osvaldo Román  | 4:38     |  |
| 3.                       | «Cocomanía» («El Coco», tercera versión)                      | Jairo Varela, Óscar Lozano | Osvaldo Román  | 4:34     |  |
| 4.                       | «Rupelto Mena»                                                | Jairo Varela, Luis Columna | Osvaldo Román  | 4:50     |  |
| 5.                       | «Qué Viva Puerto Rico»                                        | Jairo Varela, Luis Columna | Osvaldo Román  | 5:16     |  |
| 6.                       | «Del Puente Pa'lla» («Del Puente Pa' Allá», segunda versión)  | Jairo Varela, Óscar Lozano | Osvaldo Román  | 4:24     |  |
| 7.                       | «Bandariba Bandabau»                                          | Jairo Varela, Óscar Lozano | Osvaldo Román  | 5:28     |  |
| 8.                       | «Hagamos» («Hagamos lo que Diga el Corazón», segunda versión) | Jairo Varela, Óscar Lozano | Freddy Urrutia | 4:39     |  |
| 9.                       | «Se Pone Bueno» («Una Aventura», cuarta versión)              | Jairo Varela, Óscar Lozano | Osvaldo Román  | 4:18     |  |
| 10.                      | «Faltó Un Pañuelo» («Ese Día», cuarta versión)                | Jairo Varela, Óscar Lozano | Osvaldo Román  | 4:50     |  |
| 11.                      | «Hola Rola» (versión reguetón)                                | Jairo Varela, Óscar Lozano | Freddy Urrutia | 5:45     |  |

| Alive (Edición americana) |                                                               |                            |                |          |  |
| N.º                       | Título                                                        | Música                     | Intérprete(s)  | Duración |  |
| 1.                        | «Hola Rola»                                                   | Jairo Varela, Óscar Lozano | Freddy Urrutia | 5:41     |  |
| 2.                        | «Hola Rola» (versión reguetón)                                | Jairo Varela, Óscar Lozano | Freddy Urrutia | 5:45     |  |
| 3.                        | «Rupelto Mena»                                                | Jairo Varela, Luis Columna | Osvaldo Román  | 4:50     |  |
| 4.                        | «Damaris Cantó» («A Mi Medida»)                               | Jairo Varela, Luis Columna | Osvaldo Román  | 4:38     |  |
| 5.                        | «Bandariba Bandabau»                                          | Jairo Varela, Óscar Lozano | Osvaldo Román  | 5:28     |  |
| 6.                        | «Faltó Un Pañuelo» («Ese Día», cuarta versión)                | Jairo Varela, Óscar Lozano | Osvaldo Román  | 4:50     |  |
| 7.                        | «Qué Viva Puerto Rico»                                        | Jairo Varela, Luis Columna | Osvaldo Román  | 5:16     |  |
| 8.                        | «Se Pone Bueno» («Una Aventura», cuarta versión)              | Jairo Varela, Óscar Lozano | Osvaldo Román  | 4:18     |  |
| 9.                        | «Cocomanía» («El Coco», tercera versión)                      | Jairo Varela, Óscar Lozano | Osvaldo Román  | 4:34     |  |
| 10.                       | «Hagamos» («Hagamos lo que Diga el Corazón», segunda versión) | Jairo Varela, Óscar Lozano | Freddy Urrutia | 4:39     |  |
| 11.                       | «Del Puente Pa'lla» («Del Puente Pa' Allá», segunda versión)  | Jairo Varela, Óscar Lozano | Osvaldo Román  | 4:24     |  |

## Créditos

### Músicos
- Bajo: Héctor "Máximo" Rodríguez
- Cantantes: Osvaldo Román, Freddy "Gringo" Urrutia
- Coros: Yanko, Osvaldo Román, Jairo Varela, Viki Echeverry (en «Hola Rola»)
- Congas, bongó y timbales: Luisito Quintero
- Piano: Óscar Lozano
- Trombón 1, 2 y 3: Pablo Santaella
- Trompeta 1, 2 y 3: José Aguirre, José Sibaja (en «Hola Rola» y «Cocomanía»)

### Producción
- Armonización: Luis Columna, Óscar Lozano
- Arreglos: Jairo Varela, Luis Columna, Óscar Lozano
- Mezcla y dirección en estudio: Jairo Varela
- Ingeniero: Álex Rodríguez